# NGC 2573
NGC 2573 (другие обозначения — ESO 1-1, IRAS02425-8934, PGC 6249, Polarissima Australis) — спиральная галактика с перемычкой (SBc) в созвездии Октанта. Галактику открыл в 1837 году Джон Гершель. Является ближайшим к южному полюсу мира объектом «Нового общего каталога» — галактика удалена от него на угол всего в 40 минут дуги. 
Этот объект входит в число перечисленных в оригинальной редакции «Нового общего каталога».